# Jan Zrzavý

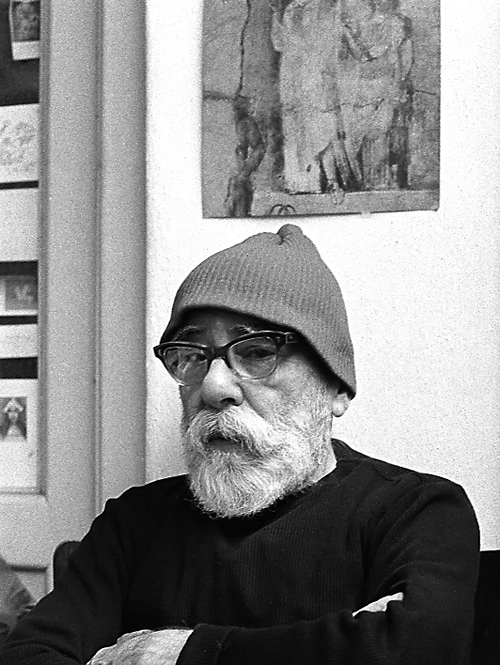
Jan Zrzavý, fotografiert von Karel Kuklík

Jan Zrzavý (* 5. November 1890 in Okrouhlice bei Havlíčkův Brod, Österreich-Ungarn; † 12. Oktober 1977 in Prag) war ein tschechischer Maler, Grafiker und Illustrator.

## Leben
Zrzavý war ein führender Künstler der bildenden tschechischen Avantgarde zu Beginn des 20. Jahrhunderts, er studierte an der Prager Kunstakademie und war Mitbegründer der Gruppe „Sursum“, Mitglied des Vereins der schaffenden Künstler Mánes, „Künstlergesprächs“ und der „Vereinigung der Tschechischen Künstler und Graphiker Hollar“. In den 20er-Jahren unternahm Zrzavý zahlreiche Reisen durch Europa, u. a. nach Italien, Belgien und Frankreich. Die ersten Etappen seines künstlerischen Schaffens waren die Bilder: „Das Tal der Traurigkeit“: „Nokturno“, „Stillleben mit Maiblumen“, „Leiden“. Diese Werke charakterisieren den Beginn der Prager Secession, sie symbolisieren gleichzeitig den Beginn des tschechischen Expressionismus in den Anfängen des Kubismus. Zrzavý wurde durch Bohumil Kubišta inspiriert, vor allem aber durch die italienische Renaissance, hier maßgeblich durch ihre hervorragenden Künstler, Raffael und Leonardo da Vinci.
Nach dem Ersten Weltkrieg wurde sein künstlerisches Schaffen formal, die Harmonie seiner Bilder arteten in typisch abstrakten, lyrischen und weichen Formen: „Melancholie“, „Freundin“. In der zweiten Etappe des 20. Jahrhunderts seines Schaffens widmete Jan Zrzavý sein Augenmerkmal überwiegend der Landschaftsmalerei: „Camaret“, „San Marco in der Nacht“, „San Marco am Tage“, „Ostrauer Halden“. In diesen Werken schuf Zrzavý seine eigene malerische Metamorphose, quasi ein Gefühl des Zusammenhanges der Naturgewalten, Harmonie und Ruhe. 1925 hatte er in Herwarth Waldens Galerie „Der Sturm“ eine Ausstellung mit 47 Bildern. Im Katalog zur Ausstellung wurde sein Werk von Johannes Urzidil ausführlich gewürdigt.
Sein Grab befindet sich in Krucemburk, wo er auch in einer Gedenkhalle gewürdigt wird.
Am 9. März 2001 wurde der Asteroid (7701) Zrzavý nach ihm benannt.